# Colonia Montefiore
Colonia Montefiore, o conocida simplemente como Montefiore, es una localidad argentina ubicada en el departamento Nueve de Julio de la provincia de Santa Fe. Se halla a 6 km de la ruta nacional 95, que la vincula al norte con Tostado y al sur con Ceres.

## Historia
La colonia se fundó en 1912 con el arribo de 200 familias de inmigrantes judíos. En 1914 una severa inundación provocó el éxodo de la mitad de su población. A fines de los años 1930 llegaron las últimas familias judías. En la década de 1950 se produjo la despoblación, cuando el mejoramiento económico empujó a muchos habitantes a mudarse al pueblo de Ceres. En la ciudad ya no quedan colonos judíos pero permanecen vestigios como la sinagoga, un cementerio judío y la casa de la Jewish Colonization Association.

## Origen del nombre
Su nombre rinde homenaje a Moses Montefiore (1784-1885), un importante banquero y filántropo británico de origen judeoitaliano, conocido por su ayuda a judíos perseguidos.

## Infraestructura
Cuenta con un puesto policial, un salón de usos múltiples, áreas de deportes y plazoleta y un puesto sanitario.

## Población
Cuenta con 292 habitantes (Indec, 2022), lo que representa un descenso frente a los 315 habitantes (Indec, 2010) del censo anterior.
| Gráfica de evolución demográfica de Montefiore entre 1991 y 2022 |
|                                                                  |
| Fuente: Censos nacionales del INDEC                              |